# Kvalifikace na Mistrovství světa ve fotbale 2018 (OFC)
Kvalifikace na Mistrovství světa ve fotbale 2018 zóny OFC určilo jednoho účastníka mezikontinentální baráže. Turnaj se konal od 28. května do 11. června v Port Moresby v Papui Nové Guineji.
Čtveřice nejníže nasazených týmů se nejprve v první fázi utkala jednokolově každý s každým na centralizovaném místě o jedno postupové místo na Oceánský pohár národů 2016, který je zároveň druhou fází kvalifikace na MS. Postupující se zde přidal k sedmičce přímo nasazených týmů. Druhá fáze se odehrála opět na jednom centralizovaném místě. Osmička týmů byla rozlosována do dvou skupin po čtyřech, přičemž první dva z každé skupiny postoupili do semifinále. Vítěz finále se stal vítězem Oceánského poháru národů a zároveň postoupil na Konfederační pohár FIFA 2017. Všichni semifinalisté a týmy, které skončily na třetích místech ve skupině postoupili do třetí fáze, kde utvořili dvě trojčlenné skupiny, v níž se utkali dvoukolově každý s každým doma a venku. Vítězové skupin následně postoupili do finále kde se utkali jednou doma jednou venku a vítěz postoupil do mezikontinentální baráže.